# Západní Bengálsko
Západní Bengálsko (v bengálštině পশ্চিমবঙ্গ Poščimbongo) je svazový stát na středovýchodě Indie. Na severu je vymezen podhůřím Himálaje a na jihu Bengálským zálivem. V současnosti má více než 91 milionů obyvatel a je tak čtvrtým nejlidnatějším svazovým státem Indie o rozloze 88 752 km². Zároveň se jedná o třináctý největší indický svazový stát a osmou nejlidnatější oblast na světě. 
Společně s Bangladéšem, se kterým sousedí na východě, tvoří historický a etnolingvistický region Bengálsko. Dále sousedí s Bhútánem, Nepálem a pěti indickými státy: Ásámem na severovýchodě, Sikkimem na severu, Urísou na jihozápadě, Džharkhandem na západě a Bihárem na severozápadě.
Hlavním městem je Kalkata, která je třetím největším a sedmým nejlidnatějším městem Indie. Značná část státu leží v deltě řeky Gangy, která tu každoročně způsobuje záplavy, a jeho součástí je tzv. Siligurský koridor se zvláštním správním režimem. Nachází se zde také město Dárdžiling, národní park Šundorbon a region Rárh.
Převažující etnickou skupinou jsou Bengálci, zvláště pak bengálští hinduisté.

## Etymologie názvu
Původ slova Bengálsko (v bengálštině Bangla a Bongo) je neznámý. Jednou z teorií je, že by mohlo být odvozeno od jména drávidského kmene „Bang“, který se v této oblasti usadil kolem roku 1000 př. n. l. Bengálské slovo Bongo by pak mohlo být odvozeno od názvu starobylého království Vanga (či Banga). Některá díla v sanskrtu se totiž sice o názvu Vanga zmiňují, ale dávné dějiny tohoto regionu nejsou příliš známé.
Po skončení nadvlády Britského impéria nad indickým subkontinentem a rozdělení Indie v roce 1947 došlo i k rozdělení Bengálska, a to na základě náboženského vyznání. Vzniklo tak Západní Bengálsko, které se stalo svazovým státem Indie, a Východní Bengálsko, ze kterého se stala součást Pákistánu a nazývalo se Východní Pákistán. Později získalo nezávislost a vznikl z něj Bangladéš.
V roce 2011 vláda Západního Bengálska navrhla, aby byl oficiální název státu změněn na Paschim Banga (v bengálštině পশ্চিমবঙ্গ Poščimbongo). Jedná se o název státu v bengálštině, doslova to znamená „Západní Bengálsko“. V srpnu 2016 pak Vidhán sabha Západního Bengálska navrhla, aby se v angličtině stát nazýval „Bengal“ a v bengálštině „Bangla“. Vláda strany Trinamúl kangres se snažila v této záležitosti dosáhnout nějakého konsenzu, ale Indický národní kongres, Bámfrant a Indická lidová strana oponovaly. Indická centrální vláda pak všechny tyto návrhy zamítla s odůvodněním, že svazové státy by měly mít pouze jeden jednotný název (namísto několika názvů v různých úředních jazycích) a navíc by se název státu neměl podobat názvu žádné jiné země (slovo „Bangla“ by totiž snadno mohlo být považováno za odkaz na sousední Bangladéš).

## Dějiny

### Starověk a klasické období
Nález nástrojů z doby kamenné naznačuje, že území Západního Bengálska mohlo být osídleno již před 20 000 lety, tedy o 8000 let dříve, než se původně předpokládalo.  Podle indického eposu Mahábhárata byla tato oblast součástí království Vanga. Ve védském období pak toto území ovládaly různé říše, například Vanga, Rárh, Pundravardhana či království Suhma. První zmínka o existenci Bengálska byla jiným národem, přesněji řečeno starověkými Řeky, zapsána kolem roku 100 př. n. l. Zmiňovali se tehdy o zemi jménem Gangaridae, která měla ležet v deltě řeky Gangy. Bengálsko v té době pěstovalo i námořní obchod, a to se státy na území dnešního Myanmaru, Thajska, Malajského poloostrova a Sumatry.  Ve šrílanské kronice Mahávansa se uvádí, že Vidžaja (543–505 př. n. l.), princ království Vanga, ovládl Lanku (dnešní Šrí Lanka) a pojmenoval ji království Sinhala.
Region a státní útvar Magadha, který leží v dnešním Biháru a Bengálsku, vznikl v 7. století př. n. l. V časech Mahávíry, zakladatele džinismu, a Siddhárthy Gautamy zvaného Buddha, zakladatele buddhismu, byla jedním z čtyř velkých království, která se nacházela na území dnešní Indie. Skládala se z několika džanapad, tedy panství. Za Ašóky se pak maurjovská říše ve 3. století př. n. l. rozkládala téměř po celé jižní Asii, včetně Afghánistánu a části Balúčistánu. Od 3. do 6. století n. l. byla Magadha sídlem guptovské říše.
Podle některých zdrojů po zániku guptovské říše vznikla dvě království: Vanga a Gauda. Podrobnosti o jejich vývoji ale známy nejsou. Prvním zaznamenaným nezávislým panovníkem v Bengálsku byl Šašánka, který vládl na počátku 7. století. Dějiny buddhistů ho často vzpomínají coby nesnášenlivého hinduistického panovníka, který je pronásledoval. Zabil Rádžjavardhanu, buddhistického panovníka z království Sthánvíšvara (dnes město Thánésar), nechal porazit strom bódhi v Bódhgaje a nahrazoval sochy Buddhy Šivovými lingamy. Následovalo krátké období bezvládí, po kterém se nadvlády nad oblastí zmocnila dynastie Pálů a vládla až do 8. století, tedy po 400 let. Po nich se nadvlády na krátkou dobu ujímá hinduistická dynastie Sénů.
Rádžéndra I. z dynastie Čólů do Bengálska podnikl invazi v letech 1021–1023.
Díky obchodování se do Bengálska dostal islám. Po dobytí Bengálska Bachtijárem Chaldžím a založení dillíského sultanátu se pak rozšířil po celém regionu. V tomto období bylo postaveno mnoho mešit a medres. V roce 1352 se od dillíského sultanátu odtrhl bengálský sultanát. Bengálsko bylo tehdy považováno za významnou obchodní mocnost a Evropané o ní často mluvili jako o jedné z nejbohatších zemí, se kterou se dá obchodovat. V roce 1576 se pak bengálský sultanát stal součástí mughalské říše.

### Středověk a novověk
Dobytí regionu muslimy přispělo k jeho islamizaci. Bengálsko se po několik dalších staletí nacházelo pod nadvládou Bengálského či Dillíského sultanátu. Ta pak byla na 20 let přerušena povstáním hinduistů pod vedením Rádži Ganéši. V 16. století Bengálsko dobyl mughalský generál Aláuddín Islám Chán. Za nadvlády mughalské říše Bengálsko spravovali guvernérové, což regionu umožnilo pod vedením navábů z Muršidabádu určitou nezávislost, ačkoliv vládu dillíských Mughalů formálně uznávali. V období mughalské říše v Bengálsku vzniklo několik nezávislých hinduistických států. Po smrti císaře Aurangzéba a guvernéra Bengálska Šaisty Chána se z mughalského Bengálska stál částečně nezávislý stát pod nadvládou bengálských navábů a do určité míry prošel první světovou průmyslovou revolucí. V severním Bengálsku se pak v 16. a 17. století dařilo Kóčské dynastii, která přežila Mughaly a vydržela až do začátku Britské koloniální říše.

### Kolonialismus
Evropští obchodníci začali tuto oblast navštěvovat již na konci 15. století. V roce 1757 Britská Východoindická společnost v bitvě u Palásí porazila posledního nezávislého bengálského navába Sirádž-ud-Daula. Po vítězství v bitvě u Baksaru v roce 1764 uzavřela Východoindická společnost v roce 1765 s mughalským císařem mír a získala právo v Bengálsku vybírat daně. Ve stejném roce byla ustanovena bengálská prezidencie, která později zahrnovala veškeré území ovládané Brity na sever od dnešního Madhjapradéše, od ústí řek Gangy a Brahmaputry až k Himálaji a Paňdžábu. Sucho a neúroda, které Bengálsko postihly v letech 1768 a 1769, vyústily v rozsáhlý hladomor, jehož následkům podlehlo téměř 10 milionů lidí, tedy zhruba třetina obyvatel provincie. Navzdory tomu se ale daňový výnos za následující léta dokonce zvýšil – mezi vesničany, kteří zůstali naživu, byly rozpočteny nedoplatky daní těch, kteří zemřeli. Tento necitlivý přístup úřadů vedl k zbídačování rolnictva a vylidňování bengálského venkova. V roce 1773 bylo hlavní město Britské Indie přesunuto do Kalkaty. Velké indické povstání, které se událo v letech 1857–1859, vedlo ke změně systému britské správy na území Indie, která přešla od Východoindické společnosti přímo pod vládu britské koruny, jejímž přímým představitelem se stal generální guvernér s titulem místokrál.
Kulturní a ekonomický vývoj Bengálska významně ovlivnila bengálská renesance a Bráhmasamádž. V roce 1905 došlo k prvnímu rozdělení Bengálska, které ale na indické straně vyvolalo bouři protestů a nakonec bylo v roce 1911 revokováno. Za druhé světové války došlo v Bengálsku v roce 1943 k děsivému hladomoru, který si vyžádal nejméně dva miliony životů. Bengálci hráli významnou roli též během Indického hnutí za nezávislost. Ozbrojený odpor proti britské správě dosáhl vrcholu po tom, co se do Bengálska dostaly zprávy o ustanovení Indické národní armády pod vedením Subháše Čandry Bóse.

### Indická nezávislost
V roce 1947 získala Indie nezávislost a došlo k druhému rozdělení Bengálska podle náboženského klíče. Právními nástupci Britské Indie se stala dominia Indie a Pákistán, přičemž západní část Bengálska, nově nazývaná Západní Bengálsko, se stala součástí dominia Indie; východní část zvaná Východní Bengálsko se stala součástí dominia Pákistán. Následovaly náboženské masakry, které vedly k masovému přesunu obyvatel mezi oběma částmi Bengálska. Přesídlování uprchlíků a související problémy pak v následujících desetiletích významně ovlivňovaly politické i socioekonomické směřování Západního Bengálska. V roce 1950 k němu byl připojen Kúč Bihár a v roce 1955 pak Čandarnagar, původně francouzská enkláva, která byla pod indickou svrchovanost převedena v roce 1950. Postupně došlo také k připojení několika částí Biháru. V roce 1956 se Východní Bengálsko přejmenovalo na Východní Pákistán a v roce 1971 získalo nezávislost coby Bangladéš.
V 70. a 80. letech bylo Západní Bengálsko poznamenáno četnými výpadky elektřiny, stávkami a působením nakšalitů, indických maoistů a ozbrojených rebelů. Toto období bylo charakteristické ekonomickou stagnací a deindustrializací. Bangladéšská válka v roce 1971 vedla k dalšímu přílivu uprchlíků do Západního Bengálska, se kterým si jeho správa měla problém poradit. Při epidemii neštovic v roce 1974 zemřely tisíce lidí. Ve volbách v roce 1977 komunisté porazili vládnoucí Indický národní kongres a ujali se moci na dalších 30 let, kdy politická situace Západního Bengálska doznala značných změn.